# Zorro (anime)
Zorro / Legenda Zorro (jap. 快傑ゾロ Kaiketsu Zorro) – japońsko-włoski serial animowany wyprodukowany w 1994 roku przez Ashi Productions i Mondo TV w reżyserii Katsumiego Minoguchiego. Zrealizowany na podstawie powieści Johnstona McCulleya The Curse of Capistrano wydanej w 1919 roku. Serial anime opowiada o przygodach niezdarnego i leniwego Diego de la Vegi, który w tajemnicy wkłada czarną maskę i strój, by jako Zorro – zamaskowany obrońca sprawiedliwości, walczyć z armią.

## Wersja polska
W Polsce serial emitowany był na kanałach Polonia 1 i Super 1 w wersji oryginalnej z polskim lektorem, którym był Jacek Brzostyński. Był to jeden z nielicznych takich przypadków, gdyż polskie wersje lektorskie większości japońskich produkcji były w tamtych czasach opierane na dubbingach w językach europejskich, głównie włoskich (np. Gigi, Yattaman, Fantastyczny świat Paula i Sally czarodziejka).
Wersja z japońskim dubbingiem i polskim lektorem.
- Wersja polska: Studio Publishing
- Czytał: Jacek Brzostyński

## Wersja filmowa
Legenda Zorro (ang. The Legend of Zorro) – wersja pełnometrażowa, okrojona, zmontowana z odcinków serialu. Czas trwania projekcji 106 minut.

### Wersja polska
Wersja z angielskim dubbingiem i polskim lektorem.
- Tekst: Joanna Sawicka
- Czytał: Ireneusz Machnicki

## Obsada (głosy)
- Toshihiko Seki – Diego de la Vega / Zorro
- Maria Kawamura – Lolita Prideaux
- Rica Matsumoto – Bernardo / Mały Zorro
- Jūrōta Kosugi – komendant Raymond
- Ken’yū Horiuchi – porucznik Gabriel
- Kozo Shioya – Sierżant Pedro Gonzales
- Ikuya Sawaki – Don Alejandro de la Vega
- Atsuko Mine – Maria
- Kumiko Takizawa – Catarina Prideaux
- Shōzō Iizuka – Don Carlos Prideaux
- Osamu Saka – Generał Gubernator
- Shigezō Sasaoka – kapitan Jekyll
- Ikue Ōtani – Nikita

## Fabuła
Młody Diego Vega, syn bogatego kupca Don Alejandra Vegi, wraca do rodzinnej Kalifornii z Hiszpanii, gdzie się kształcił. Po powrocie zauważa zmiany, jakie zaszły w jego rodzinnym miasteczku San Tasco. Owo miasteczko jest terroryzowane przez armię hiszpańską pod komendą okrutnego komendanta Raymonda i porucznika Gabriela. Ludzie są aresztowani i prześladowani. Diego postanawia wytoczyć wojnę niegodziwości i tyranii i jako Zorro walczy w obronie uciśnionych i słabych. Zorro ma pomocnika w postaci Małego Zorro, który w rzeczywistości jest Bernardem, małym chłopcem przygarniętym kiedyś przez rodzinę Vegów.

## Postacie
- Don Diego de la Vega (jap. ドン・ディエゴ・ベガ Don Diego Bega) / Zorro (jap. ゾロ Zoro) – tytułowy bohater anime. Osiemnastoletni Diego de la Vega jest synem bogatego plantatora z Karoliny Południowej. Po wieloletniej nauce w Hiszpanii wraca do ojczyzny, zastając kraj pogrążony w kompletnym chaosie. Hiszpańskie oddziały nie przestrzegają obowiązujących praw. Poziom życia zwykłych ludzi wciąż się pogarsza, a żołnierze terroryzują ludność. Wszystko to powoduje, że Diego decyduje się przywdziać strój tajemniczego Zorro i walczyć z niesprawiedliwością oraz w obronie słabych i pokrzywdzonych. Kiedy nie nosi maski Zorro, Diego udaje niezgrabnego i tchórzliwego lenia, który ma dwie lewe ręce. Mieszka w hacjendzie wraz z ojcem – matka nie żyje. Miłością jego życia jest Lolita – przyjaciółka z dzieciństwa, o której względy cały czas zabiega. W walce pomaga mu młody chłopiec o imieniu Bernard, który przywdziewa strój małego Zorro.
- Lolita Prideaux (jap. ロリタ・プリド Rorita Purido) – siedemnastoletnia córka właściciela ziemskiego Don Carlosa Prideaux. Jest także dawną przyjaciółką Diego z czasów dzieciństwa. Obecnie rodzice chcą, by wyszła za niego za mąż, ale Lolita się sprzeciwia. Lubi Diego, ale uważa go za tchórza. Sama jest uprzejma, czarująca i odważna. Co więcej, nigdy nie boi się powiedzieć tego, co myśli i walczyć o to, co jest dla nie ważne. Nie może zrozumieć, dlaczego Diego tak bardzo się zmienił podczas pobytu w Europie. Zakochana w Zorro.
- Bernardo (jap. ベルナルド Berunarudo) / Mały Zorro (jap. Little Zorro, リトル・ゾロ Ritoru Zoro) – 9-letni chłopiec, który we wczesnym dzieciństwie jako sierota został znaleziony przez Diego pod domem. Za zgodą Alejandra de la Vegi został przygarnięty. Jako pierwszy dowiedział się, że Diego to Zorro. Przywdziewa czarny kostium i postanawia pomagać swemu przyjacielowi, walcząc jako Mały Zorro.
- komendant Raymond (jap. レイモン Reimon) – główny dowódca fortu armii hiszpańskiej. Jest bezwzględny, samolubny i chciwy. Zrobi wszystko, by się szybko wzbogacić i zdobyć wielką władzę. Myśli tylko o własnych korzyściach. Jest podwładnym Generał Gubernatora, za którego wykonuje też „brudną robotę”. Gnębi ludzi, a bandytom oferuje protekcję w zamian za łapówki. Wykorzystując swoją pozycję wojskową, czuje się bezkarny.
- porucznik Gabriel (jap. ガブリエル Gaburieru) – podwładny Kapitana Raymonda. Jest zły i arogancki. Jest przekonany, że jest najlepszym żołnierzem i szermierzem w forcie. Szaleje za panną Lolitą, lecz bez wzajemności. Jest okrutny i chciwy, tak jak Raymond. W walce na szpady stale przegrywa z Zorro, co doprowadza go do szału. Często upokarza Diego, by pokazać Lolicie, że nie jest wart jej ręki. Często działa na własną rękę i przyczynia się do krzywdzenia mieszkańców. Przekupny egoista, który myśli tylko o własnym interesie.
- Don Alejandro de la Vega (jap. ドン・アレハンドロ・ベガ Don Arehandoro Bega) – 48-letni ojciec Diego de la Vega. Jest bogatym plantatorem i właścicielem ziemskim. Jest poważany i szanowany wśród mieszkańców miasta. Jest jedną z osób, która od samego początku podejrzewa prawdziwą tożsamość Zorro, ale nie widać tego po nim. Choć z drugiej strony żadne wybryki Diego go nie dziwią i nie denerwują. Mimo iż nie jest w stanie dużo zdziałać przeciw hiszpańskim żołnierzom, to nie ukrywa swojej niechęci wobec nich. Swoje bogactwo często wykorzystuje do pomocy najbiedniejszym. Gdy w mieście zabrakło jedzenia, zaprosił wszystkie dzieci do siebie i nakarmił. Wzorowo prowadzi hacjendę.
- sierżant Pedro Gonzales (jap. ゴンザレス Gonzaresu) – młody sierżant armii hiszpańskiej mający 22 lata. Należy do oddziału dowodzonego przez Porucznika Gabriela. Jego największą pasją jest jedzenie i picie wina, którym łatwo można go przekupić. Jest bardzo gadatliwy, od niego przeważnie Diego dowiaduje się, co knuje armia. Sierżant nie jest zbyt rozgarnięty, lecz ślepo wypełnia rozkazy armii, czasem nie może zrozumieć, dlaczego ma ścigać Zorro, jeśli ten walczy o sprawiedliwość. W przekrętach dowództwa się nie orientuje, chociaż nie przepada za przełożonymi. Zorro traktuje jako wroga, choć jednocześnie nie ukrywa podziwu, jakim go darzy. Jest bardzo kochliwy.
- Maria (jap. マリア Maria) – gospodyni w domu de la Vegów. Właściwie jest prawie członkiem rodziny, ponieważ od niej zależy wiele decyzji w domu, którym rządzi twardą ręką. Opiekuje się domem i zajmuje kuchnią. Ma cięty język i mówi prosto z mostu, co myśli. W Diego widzi niesamowitego lenia i, dopiero gdy dowiaduje się o jego drugiej tożsamości, zmienia do niego nastawienie. Jest bardzo uczciwą kobietą, ale gdy trzeba, potrafi przywalić patelnią.
- Catarina Prideaux (jap. カタリナ・プリド Katarina Purido) – żona Don Carlosa i matka Lolity. Ma 38 lat. Jest bardzo oddana mężowi. Wie o wszystkich jego interesach – nawet o tych nie całkiem legalnych. Jest bardzo uczuciowa, często histeryzuje i wybucha płaczem. Kocha swoją córkę i chce, żeby była szczęśliwa, ale jednocześnie by zapewniła dobrobyt swoim rodzicom – na przykład poprzez wyjście za mąż za syna bogatego plantatora (Diego).
- Don Carlos Prideaux (jap. カルロス・プリド Karurosu Purido) – pięćdziesięcioletni ojciec Lolity. Niezbyt bogaty właściciel ziemski. Jest ambitny, ale nie arogancki. Czasami prowadzi niezbyt czyste interesy, lecz nie jest kryminalistą. Próbuje tylko szybko i łatwo się wzbogacić, by zapewnić rodzinie wygodne życie. Uwielbia swoją piękną żonę Catarinę oraz córkę Lolitę.
- Generał Gubernator (jap. 総督 Sōtoku) – Gubernator Południowej Kalifornii. Rządzi silną ręką, jest arogancki, nie znosi sprzeciwu. Jest bezpośrednim przełożonym Kapitana Raymonda, przyjeżdża czasem do miasta. Chętnie przyjmuje wszelkie prezenty od swoich podwładnych, przymykając jednocześnie oko na to, co naprawdę dzieje się w San Tasco.
- kapitan Jekyll (jap. ジキール Jikīru) – Około czterdziestoletni oficer armii hiszpańskiej. Kapitan Jekyll jest przekonany, że Hiszpania ma prawo do rządzenia swoimi poddanymi w odległej Ameryce przy pomocy żołnierzy i twardej ręki armii. Traktuje swoją pracę poważnie, chce bronić mieszkańców przed przestępcami. Pojawia się dopiero w połowie serii i z czasem zdaje sobie sprawę, jakie jest prawdziwe oblicze armii w San Tasco. Gdy w mieście organizowany jest festyn, Jekyll sam jeden idzie walczyć z przestępcami. Zorro postrzega jako bandytę i choć często stoją po tej samej stronie, poprzysięga go zabić.
- pan Brown – bliski przyjaciel Kapitana Raymonda. Jest złodziejem i przemytnikiem. Chce zdobyć monopol na handel towarami w forcie. Wspólnie z żołnierzami knuje różne intrygi mające doprowadzić go do upragnionego celu.
- Nikita (jap. ニキータ Nikīta) – dziewczyna, którą kocha Bernardo.
- koń Viento – stały towarzysz Zorro, biały ogier z żółtą grzywą. Jest niesłychanie odważny i zawsze pomaga Zorro w jego przygodach. Rozumie się z Zorro nawet bez słów.
- pies Tackle – wierny pies de la Vegów, jeśli coś zagraża jego panom, staje się bardzo odważny. Uwielbia wygrzewać stare kości na słońcu. Pomaga Zorro pokonywać wrogów, lecz zawsze z ukrycia. Diego potrafi porozumiewać się z Tackle tylko za pomocą gestów. Rozumieją się bez słów.
- pies Figaro (jap. フィガロ Figaro) – mały, brzydki buldog. Został znaleziony i przygarnięty przez Bernarda, którego nie odstępuje o krok. Pomaga zawsze w walce Małemu Zorro. Mimo swego wyglądu (jest bardzo mały) jest bardzo odważny i niezwykle inteligentny. W ciągu dnia włóczy się po okolicy, dużo śpi i leniuchuje, ale kiedy Bernard jest w potrzebie, zjawia się błyskawicznie.

Źródło: